# ليه فيشر
ليه فيشر (بالإنجليزية: Les Fisher)‏ هو طيار أسترالي، ولد في 16 يونيو 1941 في باركس في أستراليا.